# Логі (міфологія)
Логі (давньоскандинавське: [ˈloɣe], «вогонь, полум'я») або Халогі ([ˈhɑːˌloɣe], «Високе полум'я») — йотун і уособлення вогню у скандинавській міфології. Він є сином йотуна Форньотра та братом Егіра або Хлера («море») і Карі («вітер»). Логі одружився на вогненній велетні Глод, і вона народила їм двох прекрасних доньок — Ейсу та Еймір'ю.
Давньоскандинавське ім'я Логі зазвичай перекладається як «вогонь», «полум'я». Він також використовувався в поезії як синонім «меч, лезо».
Оскільки Логі протистоїть богу Локі в історії в розділі Gylfaginning Прозової Едди, було припущено, що Локі також асоціювався з вогнем, але це, швидше за все, гра слів. Локі не має жодного відношення до німецького слова Lohe («полум'я»), незважаючи на те, що Ріхард Вагнер використав ім'я Логе для напівбога у своєму «Перстні Нібелунгів».
В «Обман Гілфі» Логі з'являється в історії про подорож Тора та Локі до замку велетня Утгарда-Локі в Йотунхеймі, де Локі зіткнувся з Логі у змаганні з їжі. Здавалося, що учасники змагань однаково швидко їдять м'ясо з кісток, але Логі також з'їв кістки та навіть дерев'яний траншей, у який було покладено м'ясо, демонструючи свою могутність. Пізніше Утґарда-Локі пояснив, що Лоґі насправді була лісовою пожежею.